# Mikal Kirkholt
Mikal Kirkholt (9 dicembre 1920 – 28 giugno 2012) è stato un fondista norvegese.

## Palmarès

### Olimpiadi invernali
- Argento a Oslo 1952 nella staffetta 4x10 km.